# 鈴木伸治
鈴木 伸治（すずき しんじ、1981年9月2日 - ）は、恵まれた身体能力を活かし舞台マッスルミュージカルのオールラウンダーとして日本国内ツアーや アメリカ・ラスベガス公演などで活躍後、佐藤弘道率いる「エスアールシーカンパニー」で活躍している。日本体育大学卒業。東京都出身。

## 【運動歴】
小学：水泳・野球
中学：バスケットボール
高校：器械体操
大学：体操

## 【経歴】
マッスルミュージカル　2004年3月 - 2010年8月18日
エスアールシーカンパニー　2012年4月 - 

## 【出演作品】
2004年4月24日 - 5月31日 『春公演』 横浜マッスルシアター
2004年7月17日 - 8月31日 『夏公演』 横浜マッスルシアター
2004年9月3日 - 9月29日 『地方公演』 長崎ブリックホール他
2004年12月4日 - 12月26日 『X'mas』 横浜マッスルシアター
2005年4月23日 - 6月5日 『VIKING』 横浜マッスルシアター
2005年6月9日 - 6月19日 『大阪公演』 シアターBRAVA!
2005年7月16日 - 8月31日 『夏休み公演』 横浜マッスルシアター
2005年9月7日 - 11月30日 JAPAN TOUR 『祭』
```
     秋田県民会館、郡山市民文化センター、仙台サンプラザ、静岡市民文化会館、石川厚生年金会館、新潟県民会館、愛知厚生年金会館、福岡市民会館、香川県県民ホール、大阪厚生年金会館、iichikoグランシアタ（大分）、宮崎市民文化ホール、鹿児島市民文化ホール、沖縄コンベンションセンター、北海道厚生年金会館
```

2005年12月17日 - 2006年1月9日 2005年冬公演3部作 横浜マッスルシアター
2006年4月22日 - 5月28日 『M DOGS』　横浜マッスルシアター
2006年7月15日－8月31日　『祭 MATSURI』　お台場冒険王
2006年7月15日－9月3日　『まつり』　横浜マッスルシアター
2006年9月8日－11月7日　JAPAN TOUR『まつり』
```
     名古屋センチュリーホール、北海道厚生年金会館、神戸国際会館、福井フェニックスプラザ、静岡市民文化会館、長崎ブリックホール、松山市民会館、福岡市民会館、周南市文化会館、広島厚生年金会館、オーバードホール、新潟県民会館、長野県民文化会館、鹿児島市民文化ホール、iichikoグランシアタ（大分）、沖縄コンベンションセンター劇場
```

2006年12月15日－12月16日　JAPAN TOUR東京凱旋公演『まつり』NHKホール
2006年12月28日－12月30日　『2006 MAX in 有明コロシアム』3部作　有明コロシアム
2007年4月21日 - 6月17日　『2007年 オープニング公演』　渋谷マッスルシアター
2007年5月20日 - 11月11日　マッスルミュージカル　2007ラスベガス公演『MATSURI』　サハラ・ホテル＆カジノ　
2007年7月20日 - 9月9日　マッスルミュージカル　2007夏公演『MATSURI』／追加公演　渋谷マッスルシアター
2007年7月26日 - 12月14日　マッスルミュージカル　2007JAPAN TOUR『Jangle』　渋谷マッスルシアター
2007年10月6日 - 11月25日　マッスルミュージカル2007 -秋祭-　渋谷マッスルシアター
2007年12月22日 - 1月14日　マッスルミュージカル　2007冬公演『The Best』　渋谷マッスルシアター
2008年3月19日 - 4月6日　マッスルミュージカル　2008春休みスペシャル公演『GOLD』　渋谷マッスルシアター
2008年4月29日 - 6月8日　マッスルミュージカル　2008GW公演『Voyage』　渋谷マッスルシアター
2008年7月18日 - 9月7日　マッスルミュージカル　2008夏公演『祭』～花魁Oiran～　渋谷マッスルシアター
2008年9月13日 - 9月23日　マッスルミュージカル　2008夏特別公演　渋谷マッスルシアター
2008年10月25日 - 12月14日　マッスルミュージカル　2008秋冬公演『Magicarade(マジカレード)』　渋谷マッスルシアター
2008年10月28日 - 11月7日　マッスルミュージカル　2008秋特別三都市公演　
```
     越谷公演：サンシティ越谷　厚木公演：厚木市文化会館　府中公演：府中の森芸術劇場
```

2008年12月20日 - 2009年1月12日　マッスルミュージカル　年末年始公演『Celebration(セレブレーション)』　渋谷マッスルシアター
2009年2月22日 - 6月14日　マッスルミュージカル　2009公演『TREASURE(トレジャー)』　渋谷マッスルシアター
2009年7月31日 - 2010年8月18日　マッスルミュージカル ラスベガス公演『MATSURI 祭～OIRAN～』　インペリアルパレスホテル&カジノ